# Université Libre de Bruxelles
Université Libre de Bruxelles (ULB) (pol. Wolny Uniwersytet Brukselski) – francuskojęzyczny uniwersytet znajdujący się w Brukseli w Belgii, założony w 1834 roku. Liczy około 20 000 studentów.
W skład uniwersytetu wchodzą trzy główne kampusy: Campus de la Plaine w Ixelles, Campus du Solbosch oraz Campus Erasme znajdujący się w Anderlecht.
Uniwersytet ukończyli m.in. Jules Bordet, Enver Hoxha, Henri La Fontaine, Amélie Nothomb, Ilya Prigogine oraz Paul-Henri Spaak.

## Wydziały naULB
- Faculté de Philosophie et Lettres                     (Filozofia i Nauki humanistyczne)
- Faculté de Droit/Ecole des sciences criminologiques   (Prawo i Kryminologia)
- Faculté des Sciences sociales et politiques           (Nauki społeczne, polityczne i ekonomiczne)
- Solvay Brussels School of Economics and Management(inne języki) (Wyższa Szkoła Ekonomii i Zarządzania Solvaya w Brukseli)
- Faculté des Sciences psychologiques et de l'Education (Psychologia i Edukacja)
- Faculté des Sciences                                  (Nauki ścisłe)
- Faculté de Médecine                                   (Medycyna)
- Institut des Sciences de la Motricité                 (Instytut Wychowania Fizycznego w Brukseli)
- Institut de Pharmacie                                 (Farmacja)
- Faculté des Sciences appliquées/école polytechnique   (Nauki stosowane / Politechnika)
- École interfacultaire de bioingénieurs                (Bioinżynieria)
- Institut d'études européennes                         (Nauki Europejskie)

Każdy z wydziałów kończy się licencjatem, zaś później wybiera się ściśle określoną dziedzinę nauczania w ramach danego programu.